# Münchens spårväg

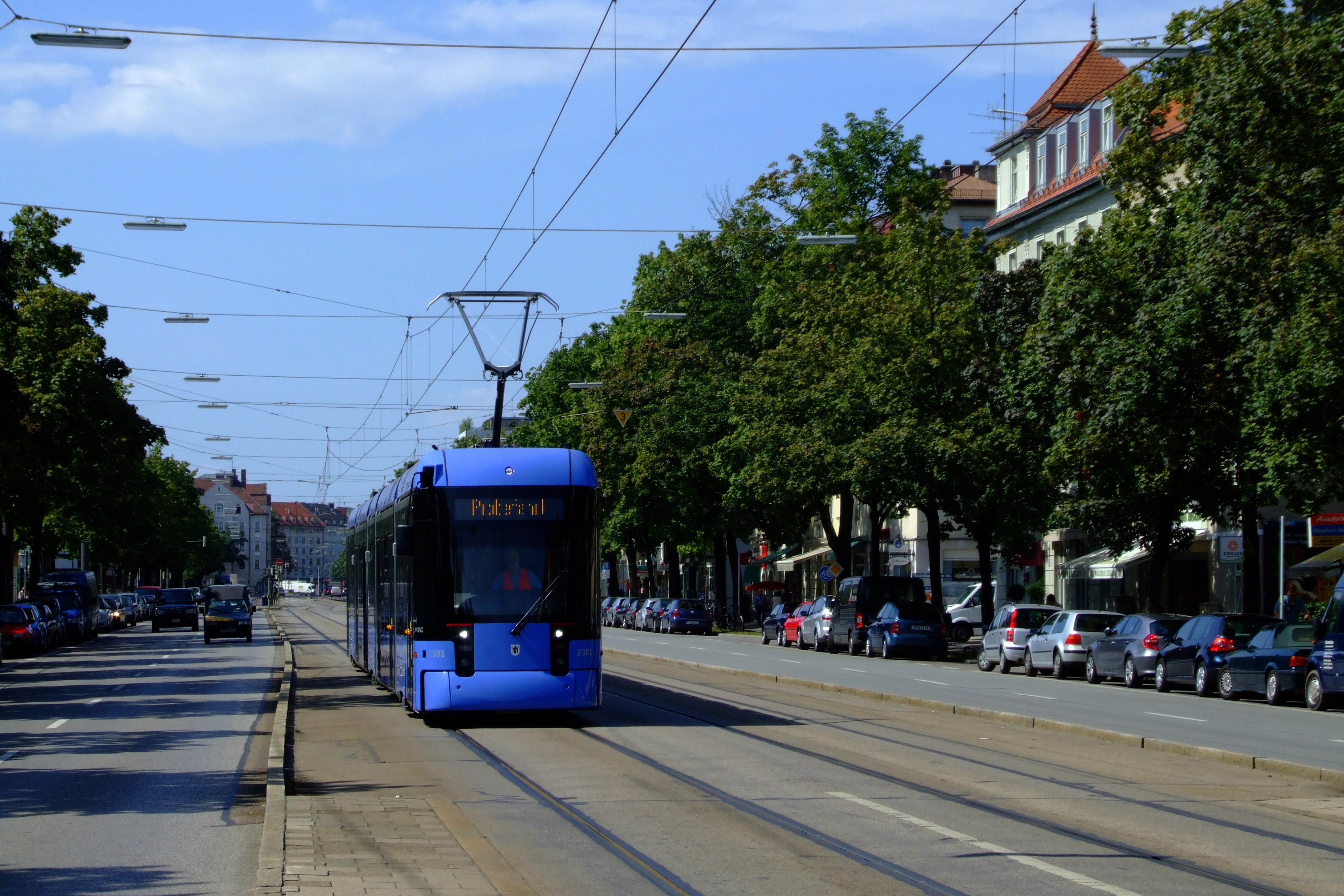
Spårvagn i München.

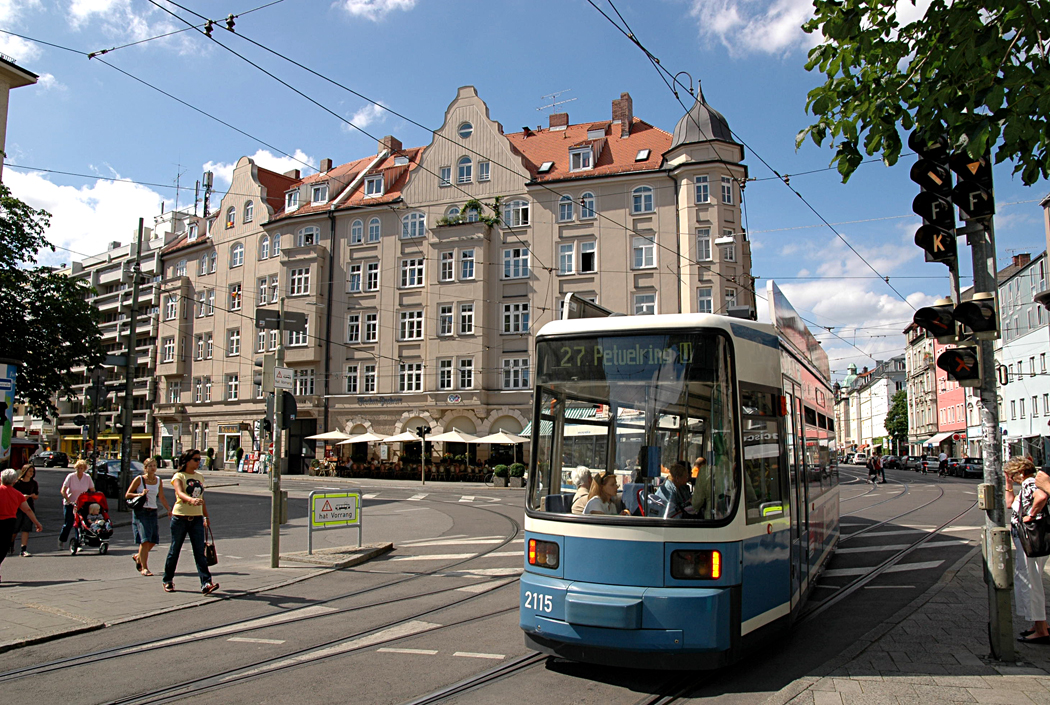
Spårvagn vid Kurfürstenplatz.

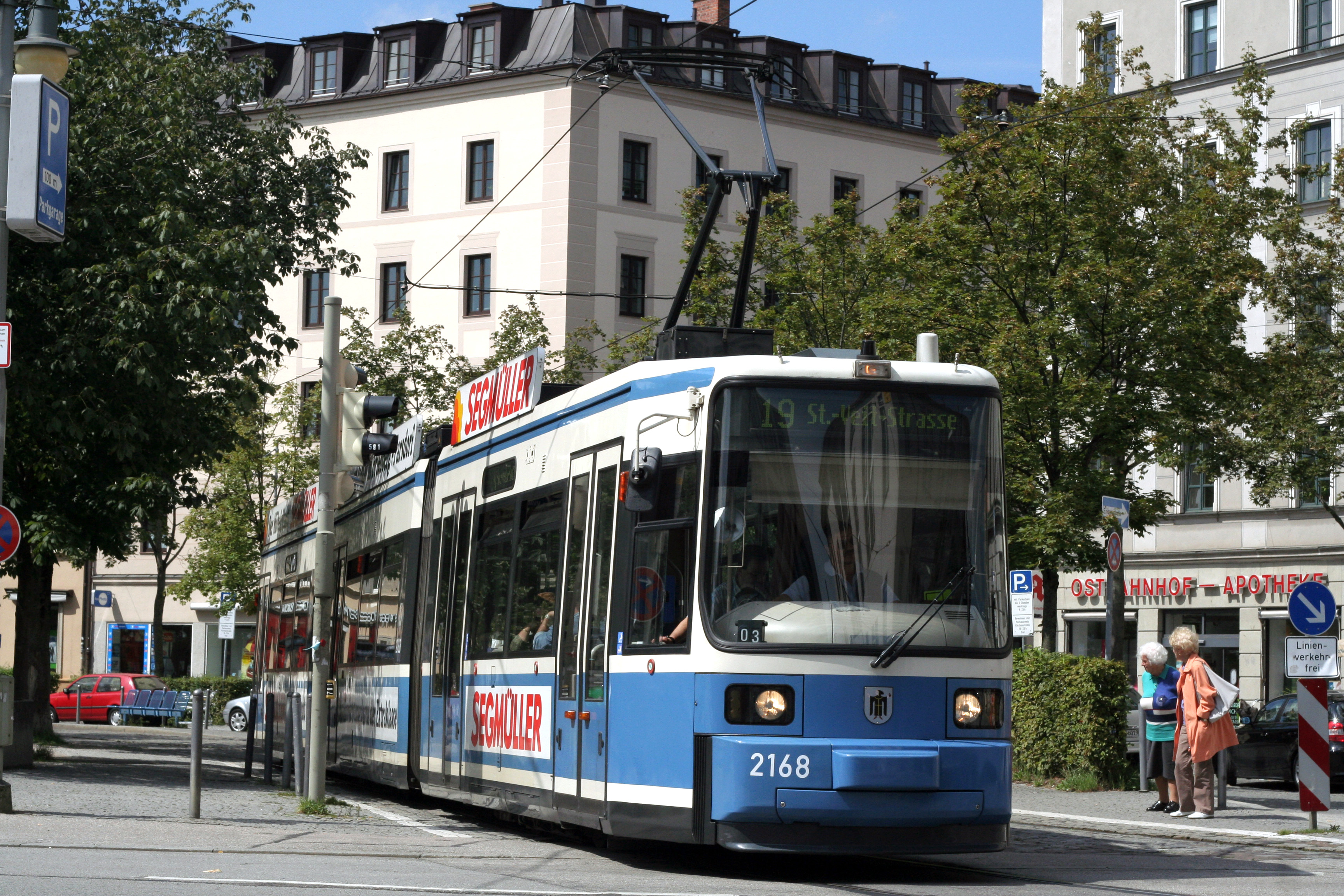
Spårvagn vid Ostbahnhof.

Münchens spårväg är ett spårvägssystem i Tysklands tredje största stad München i förbundslandet Bayern. Det är ett 79 km långt spårvägsnät och den första delsträckan invigdes år 1876. Spårvägen fungerar som ett komplement till tunnelbanan och pendeltågen.

## Linjer
| Linje | Sträcka | Hållplatser | Tid    |
| ----- | --- | ----------- | ------ |
|       | Scheidplatz - Hohenzollernplatz - Leonrodplatz - Rotkreuzplatz - Romanplatz | 17          | 21 min |
|       | Max-Weber-Platz - Rosenheimer Platz - Ostfriedhof - Silberhornstraße - Wettersteinplatz - Großhesseloher Brücke | 16          | 24 min |
|       | Romanplatz – Donnersbergerstraße – Hackerbrücke – München Hauptbahnhof – Sendlinger Tor – Isartor – Max-Weber-Platz – Herkomerplatz – Effnerplatz — Arabellapark — St. Emmeram                                                                 | 36          | 32 min |
|       | Amalienburgstraße – Romanplatz – Donnersbergerstraße – Hackerbrücke – München Hauptbahnhof – Karlsplatz – Sendlinger Tor – Fraunhoferstraße – Mariahilfplatz - Ostfriedhof – Giesing Bahnhof – Schwanseestraße                                 | 29          | 35 min |
|       | Gondrellplatz – Westendstraße – Lautensackstraße – Trappentreustraße – Hauptbahnhof Süd – Karlsplatz – Sendlinger Tor – Isartor – Maxmonument - Tivolistraße – Herkomerplatz – Effnerplatz                                                     | 32          | 41 min |
|       | Pasing Marienplatz – Fürstenrieder Straße – Lautensackstraße – Trappentreustraße - München Hauptbahnhof – Karlsplatz – Theatinerstraße – Maxmonument - Maximilianeum – Max-Weber-Platz - München Ostbahnhof – Kreillerstraße – St.-Veit-Straße | 36          | 52 min |
|       | Moosach Bf. – Westfriedhof – Leonrodplatz – München Hauptbahnhof – Karlsplatz | 16          | 22 min |
|       | Westfriedhof – Leonrodplatz – München Hauptbahnhof – Karlsplatz | 13          | 17 min |
|       | Münchner Freiheit — Potsdamer Straße — Parzivalplatz — Am Münchner Tor — Anni-Albers-Straße — Domagkstraße — Schwabing Nord | 7           | 8 min  |
|       | Max-Weber-Platz – Rosenheimer Platz – Ostfriedhof – Silberhornstraße – Wettersteinplatz – Großhesseloher Brücke – Grünwald, Derbolfinger Platz                                                                                                 | 22          | 32 min |
|       | Petuelring – Hohenzollernplatz – Karolinenplatz – Karlsplatz – Sendlinger Tor | 15          | 19 min |